# Аеродром Мостар
Међународни аеродром Мостар (IATA: OMO, ICAO: LQSA) (хрв. Međunarodna Zračna Luka Mostar) је трећи по величини међународни аеродром у Босни и Херцеговини.

## Историјат
Аеродром је отворен у 1965. години, искључиво за домаће летове у СФРЈ. Касније, у 1984, Аеродром Мостар је проглашен алтернативним аеродромом за Аеродром Сарајево за време Зимских Олимпијских Игара и добио статус међународног аеродрома.
Рекордни број путника био је 86.000, 1990. године. Очекивано је у 1991. години 100.000 путника, али нажалост, почео је рат у Југославији и прекинути су цивилни летови. Последњи лет са аеродрома извршен је у новембру 1991. године. Данас, аеродром има карактеристике међународног аеродрома.

## Авио-компаније и дестинације
Следеће авио-компаније користе Аеродром Мостар:
| Airlines         | Destinations |
| ---------------- | --- |
| Air Serbia       | Belgrade |
| AJet             | Seasonal: Istanbul–Sabiha Gökçen (begins 4 June 2025) |
| Croatia Airlines | Zagreb Seasonal charter: Dublin, Knock, Shannon |
| Eurowings        | Seasonal: Düsseldorf, Stuttgart (begins 14 June 2025) |
| Sky Alps         | Seasonal: Bari, Bergamo (begins 15 May 2025), Munich, Naples (begins 16 May 2025), Palermo (begins 15 May 2025), Rome–Fiumicino Seasonal charter: Corfu (begins 16 June 2025) |